# Hagnagora mortipax
Hagnagora mortipax là một loài bướm đêm trong họ Geometridae.